# Ford Racing 3
El Ford Racing 3 va ser llançat el 2005 i el 2006 per PC, Xbox, PlayStation 2 i Gameboy Advance. Creat per Empire Interactive. Aquest joc és la successora de Ford Racing i Ford Racing 2. Als Estats Units, el joc es va llançar a les mateixes plataformes l'any següent, seguit de llançaments més tard aquell mateix any per a Game Boy Advance i Nintendo DS. Visual Impact Productions va desenvolupar les versions GBA i DS, mentre que Razorworks va desenvolupar les altres versions. El joc va rebre crítiques diverses, que incloïen crítiques a la seva banda sonora.

## Jugabilitat
Les versions de consola domèstica i GBA inclouen 55 vehicles Ford, mentre que la versió DS té 26 vehicles Ford. La versió de consola inclou els modes Ford Competition i Ford Challenge. Ford Competition, una modalitat per a un sol jugador, consta de 14 tornejos, cadascun format per curses que només utilitzen determinats tipus de vehicles. Ford Challenge consisteix en diversos esdeveniments de cursa en què s'han de completar determinats reptes per avançar al següent esdeveniment. Existeixen quatre reptes per a cada classe de vehicles, amb una configuració de dificultat fàcil, mitjana i difícil per a cada repte. A més, el joc inclou el mode Ford Collection, en el qual el jugador dissenya reptes personalitzats seleccionant una pista, condicions i vehicles.
La versió DS inclou el mode Carrera principal, que es divideix en 14 tornejos de curses, cadascun amb una classe de vehicles diferent i que consta de diversos tipus de curses, incloses curses eliminatòries. Els tornejos contenen fins a sis curses cadascun. S'atorga un cert nombre de punts a cada corredor en funció del lloc on va arribar al final de cada cursa. El corredor amb més punts al final del torneig és el guanyador. El joc també inclou 22 reptes diferents, classificats per classe de vehicle. Cada vehicle té un únic repte. El jugador comença el joc amb tres vehicles i algunes pistes de carreres, mentre que altres vehicles i pistes s'han de desbloquejar completant reptes i competicions. La versió DS també inclou un mode Ford Collection, format per 10 tipus de carreres diferents, que el jugador pot guanyar per desbloquejar contingut addicional.
La versió per a PC admet el joc en xarxa de sis jugadors mitjançant una xarxa d'àrea local o Internet, mentre que la versió de Xbox admet el multijugador en línia per a un màxim de sis jugadors a través de Xbox Live. La versió GBA inclou una opció multijugador amb l'ús d'un Game Link Cable. La versió DS també té una opció multijugador, que requereix que cada jugador tingui una còpia del joc.

## Rebuda
Les versions de PlayStation 2 i Xbox van rebre crítiques diverses, mentre que la versió de DS va rebre crítiques desfavorables, segons el lloc web Metacritic.
Official U.S. PlayStation Magazine va escriure: "Si ets un boig de Ford, aquí tens una petita sala d'exposició virtual, amb un joc de carreres competent per arrencar." Tom Price de Official Xbox Magazine va elogiar la varietat de vehicles, afirmant que "probablement és el major atractiu", però va criticar el so i els gràfics obsolets. Official Xbox Magazine UK va criticar la banda sonora i va escriure que "no és de cap manera el pitjor joc de conducció que s'ha fet mai", però que "com la pròpia marca Ford, tampoc hi ha gaire brillantor o glamur".
Douglass C. Perry de IGN va revisar les versions de PS2 i Xbox. Perry va criticar els gràfics i la música i va concloure: "La meva primera i darrera impressió d'aquest joc? Blech. Ford Racing 3 no és una farsa, però tampoc és bo. El millor que es pot dir sobre això és que hi ha 55 Fords. I si t'agraden els Fords, bé, estan aquí per a tu. Però no puc dir que et divertiràs o trobaràs cap mena d'emoció conduint-los, mirant-los o gaudint de recollir-los, que és una mena de punt darrere d'aquest esforç barat, mediocre i mínim." Scott Alan Marriott de X-Play va elogiar la versió de Xbox pels seus gràfics i pistes de carreres escèniques, així com el seu suport a Xbox Live, però va criticar els controls, i va escriure que "els cotxes i camionetes no prenen la carretera amb força, el que resulta en un estil de conducció fluix que sovint se sent com si estiguéssiu en un vaixell a l'aigua en lloc de dirigir pneumàtics radials a l'asfalt."
Greg Mueller de GameSpot va revisar la versió de Xbox i va escriure: "Malgrat la llicència i alguns modes de joc interessants, Ford Racing 3 sembla genèric i molt menys diferent que els vehicles de la vida real que el joc intenta capturar". Mueller va afirmar, a més, que el joc "és una opció acceptable per als aficionats a les carreres d'estil arcade a causa de la seva física de cursa indulgent i la varietat de modes de joc. No obstant això, el joc no ha canviat gaire des de l'entrega anterior de la sèrie, i els fans de simulació quedaran decebuts amb la jugabilitat simplista i les febles opcions de personalització dels vehicles. A més, ja hi ha un munt de jocs de carreres d'estil arcade al mercat que fan tot això millor. El joc té alguns moments divertits, però finalment és una experiència de cursa oblidable."
Més tard, Mueller va revisar la versió de DS i va escriure que "tot i que les versions per a consola de Ford Racing 3 tenen una mecànica de cursa i un joc en línia mig decents, la versió de DS no té cap d'aquestes coses, i també sembla lleig. El resultat final és una closca rígida i sense vida d'un joc de carreres que decebrà fins i tot als fanàtics de Ford més indulgents." IGN va revisar la versió de DS i va pensar que era millor que el joc anterior de Visual Impact, Burnout Legends, mentre escrivia: "Ford Racing 3 és severament mediocre, però encara no és tan dolent com alguns dels corredors que van arribar a la Nintendo DS durant les últimes setmanes."
David Chapman de GameSpy va criticar els gràfics obsolets de la versió de Xbox i els efectes de so genèrics: "El pitjor, però, ha de ser la petita selecció de música rock cursi que sona una vegada i una altra fins que et sagnen les orelles. Afortunadament, la versió de Xbox admet bandes sonores personalitzades, de manera que la tortura és un assumpte de curta durada". Chapman va concloure que el joc "acaba sent víctima de la seva pròpia mediocritat." Nate Ahearn de TeamXbox va elogiar la jugabilitat i l'opció de bandes sonores personalitzables, però va criticar els efectes de so. Code Cowboy de GameZone, revisant la versió de Xbox, va criticar la banda sonora però va elogiar la jugabilitat i els gràfics, i va concloure: "És una col·lecció senzilla i glorificadora d'aventures de carreres. Podria ser millor en molts aspectes. Hi ha molts errors en aquest joc, però en conjunt és molt jugable i ofereix una diversió genuïna." Code Cowboy va escriure més tard sobre la versió de GBA: "Les pistes es veuen genials, sempre que no us moveu, la qual cosa fa que sigui una cursa avorrida! Una vegada que participeu en la carrera en si, el vostre cotxe és un embolic pixelat i el paisatge va i ve a l'atzar. Un moment t'estàs dirigint cap a una barricada, després desapareix... només per reaparèixer just a temps perquè la toquis. Al llarg del recorregut, les escenes canvien, es transformen i s'esvaeixen, la qual cosa condueix a una experiència frustrant i confusa. Encara que alguns dels cotxes estan prou detallats com per saber quin model se suposa que és, la majoria són blocs vagues i genèrics amb rodes.."